# Gardnerville Ranchos
Gardnerville Ranchos es un lugar designado por el censo ubicado en el condado de Douglas en el estado estadounidense de Nevada. En el año 2000 tenía una población de 11.054 habitantes y una densidad poblacional de 289,6 personas por km².

## Geografía
Gardnerville Ranchos se encuentra ubicado en las coordenadas 38°53′45″N 119°44′4″O / 38.89583, -119.73444.

## Demografía
Según la Oficina del Censo en 2000 los ingresos medios por hogar en la localidad eran de $48.795, y los ingresos medios por familia eran $51.546. Los hombres tenían unos ingresos medios de $37.292 frente a los $26.875 para las mujeres. La renta per cápita para la localidad era de $20.856. Alrededor del 7,2% de la población estaban por debajo del umbral de pobreza.